# おたばこぼん
お煙草盆（おたばこぼん）は
1. 煙草盆（wikidata）(英: lit., tobacco tray)は、煙管(きせる)、火入(ひいれ)、灰吹(はいふき)といった喫煙具の一式を収めた盆である。
2. 花街の隠語で「でしゃばり」の事。煙草盆は日本人が煙管を使っていたころの灰皿のようなもので、客が来る度に座敷へ出されることから、「客が来たら座敷に出たまま引っ込まない女中」のことを指す隠語が生まれた。
3. 明治初年ごろから登場した幼女（2,3歳ぐらい）の髪形。結うのに手軽で、見た目も可憐なことから町人層を中心に広く結われた。「#お煙草盆：髪形」参照。

## お煙草盆：髪形
日本髪の中でもごく幼い少女に結うこともあって必要な髪の長さは短く、現在のセミロング程度である。
まず髪を左右に分け、側頭部の高い位置で仮止めする。
左右で仮止めした髪を頭頂部で結び合わせて髷にし、余った部分を横に合わせた髪に巻く、このときの見た目が煙草盆の持ち手に滑り止めで籐を巻いてある様子に似ることから「お煙草盆」の名前がついた。
最後に鹿の子絞りの少女向けの手絡で真ん中を包んで仕上げ、完成する。